# Ejulve
Ejulve (aragónul Exulve, aragóniai spanyol nyelvjárásban Julve) település Spanyolországban, Teruel tartományban. Ejulve Aliaga, La Zoma, Gargallo, Molinos, Castellote és Villarluengo községekkel határos. Lakosainak száma 169 fő (2024).

## Népesség
A település népessége az utóbbi években az alábbiak szerint változott:
| Lakosok száma | 224  | 226  | 222  | 203  | 208  | 194  | 187  | 175  | 186  | 169  |
|               | 2001 | 2004 | 2007 | 2009 | 2012 | 2014 | 2017 | 2019 | 2022 | 2024 |